# Paracis alternans
Paracis alternans is een zachte koraalsoort uit de familie Plexauridae. De koraalsoort komt uit het geslacht Paracis. Paracis alternans werd in 1910 voor het eerst wetenschappelijk beschreven door Thomson & Russell. 